# Červený Kameň
Červený Kameň (maďarsky Vöröskő, německy Rotenstein) je obec na Slovensku v okrese Ilava v Trenčínském kraji, 10 km jihozápadně od Púchova, v Bílých Karpatech na česko-slovenské státní hranici v nadmořské výšce 360 metrů. Obcí protéká Tovarský potok. V obci o rozloze 32,583 km² žije 670 obyvatel.

## Historie
Na katastru obce je naleziště radiolaritu (přirozeně štěpný kámen), které bylo využíváno již v pravěku. Bylo zde nalezeno sídliště lužické kultury z mladší doby kamenné. Zakládací listina obce je z roku 1354, kdy obec patřila k panství hradu Vršatec.

## Přírodní poměry
Ve správním území obce se nachází nebo do něj zasahuje přírodní rezervace Vršatské bradlá, Nebrová, Červenokamenské bradlo a přírodní památky Strošovský močiar a Brezovská dolina.

## Pamětihodnosti
- Barokní římskokatolický kostel Neposkvrněného početí Panny Marie z let 1795–1796, upraven v roce 1806. Jednolodní chrám, v průčelí umístěna socha sv. Jana Nepomuckého z období stavby kostela. Hlavní dřevěný oltář z konce 18. století, oltářní obraz z roku 1930. Rokoková monstrance z roku 1770. Torzo sochy Panny Marie (asi z roku 1630) bylo původně umístěno na hlavním oltáři a do Červeného Kameňa se dostalo z Ilavy.
- Kaple svatého Augustina z roku 1788

## Fotogalerie

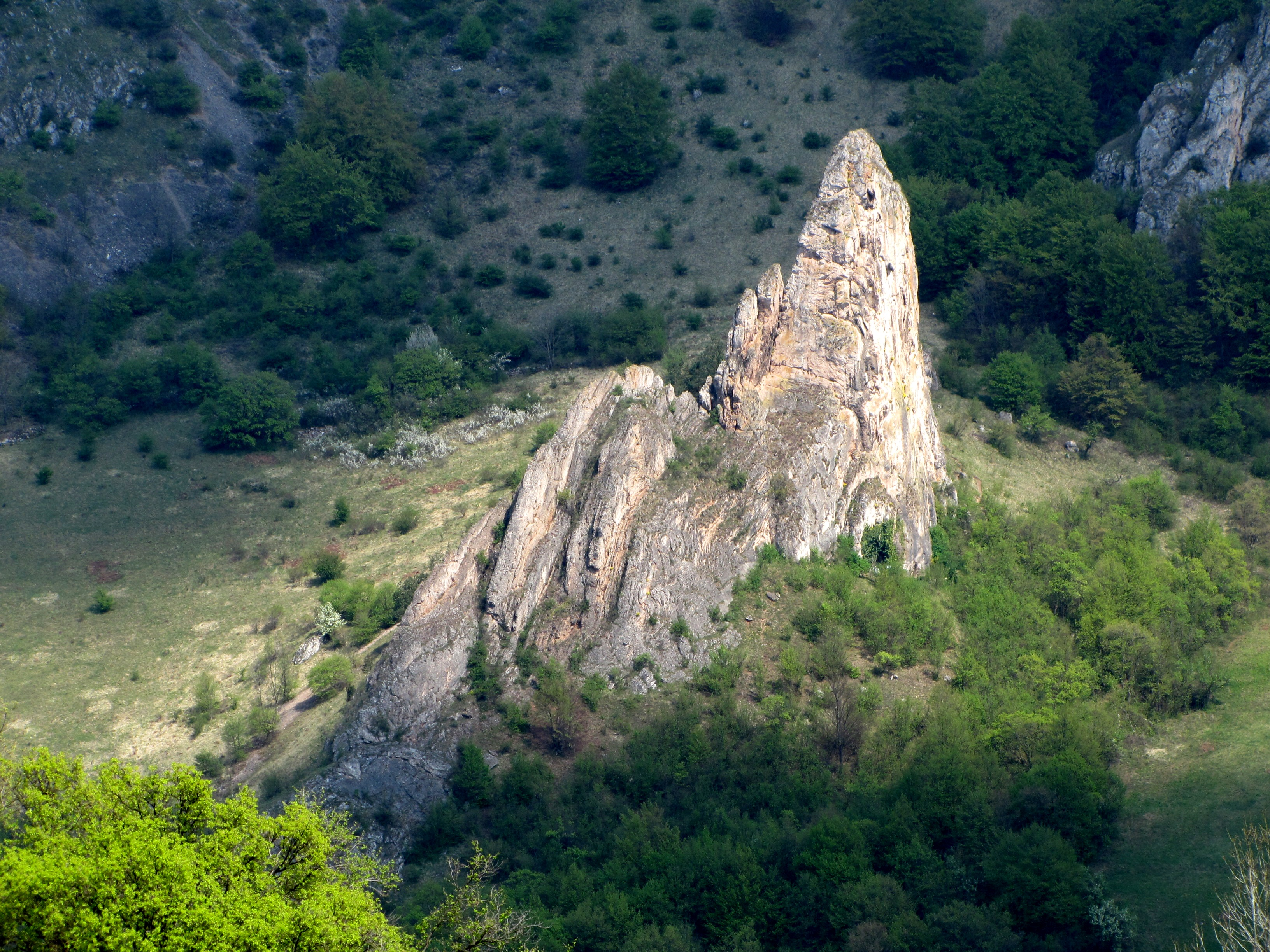
Bradlo Červený Kameň nad obcí
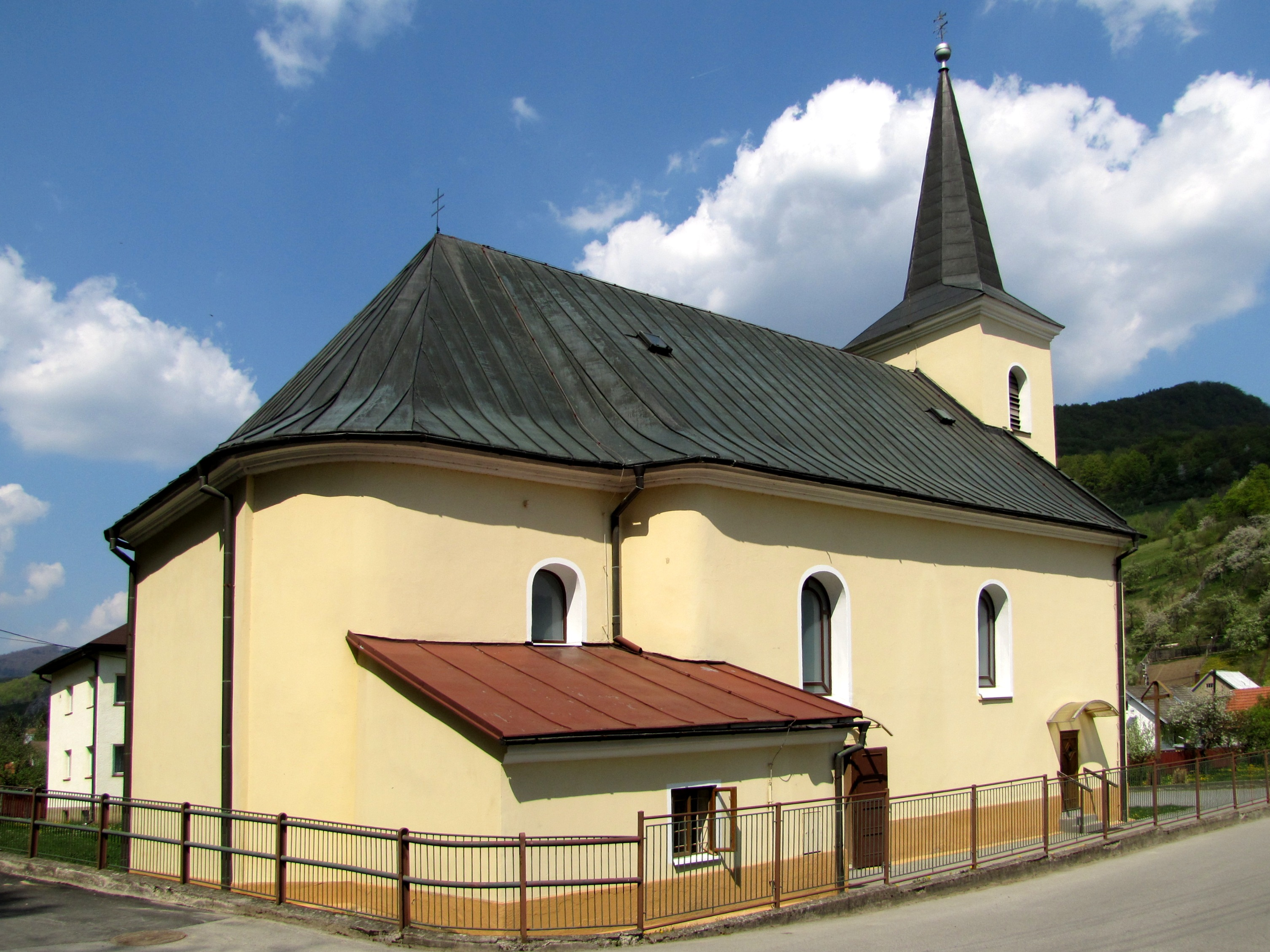
Kostel Neposkvrněného početí Panny Marie
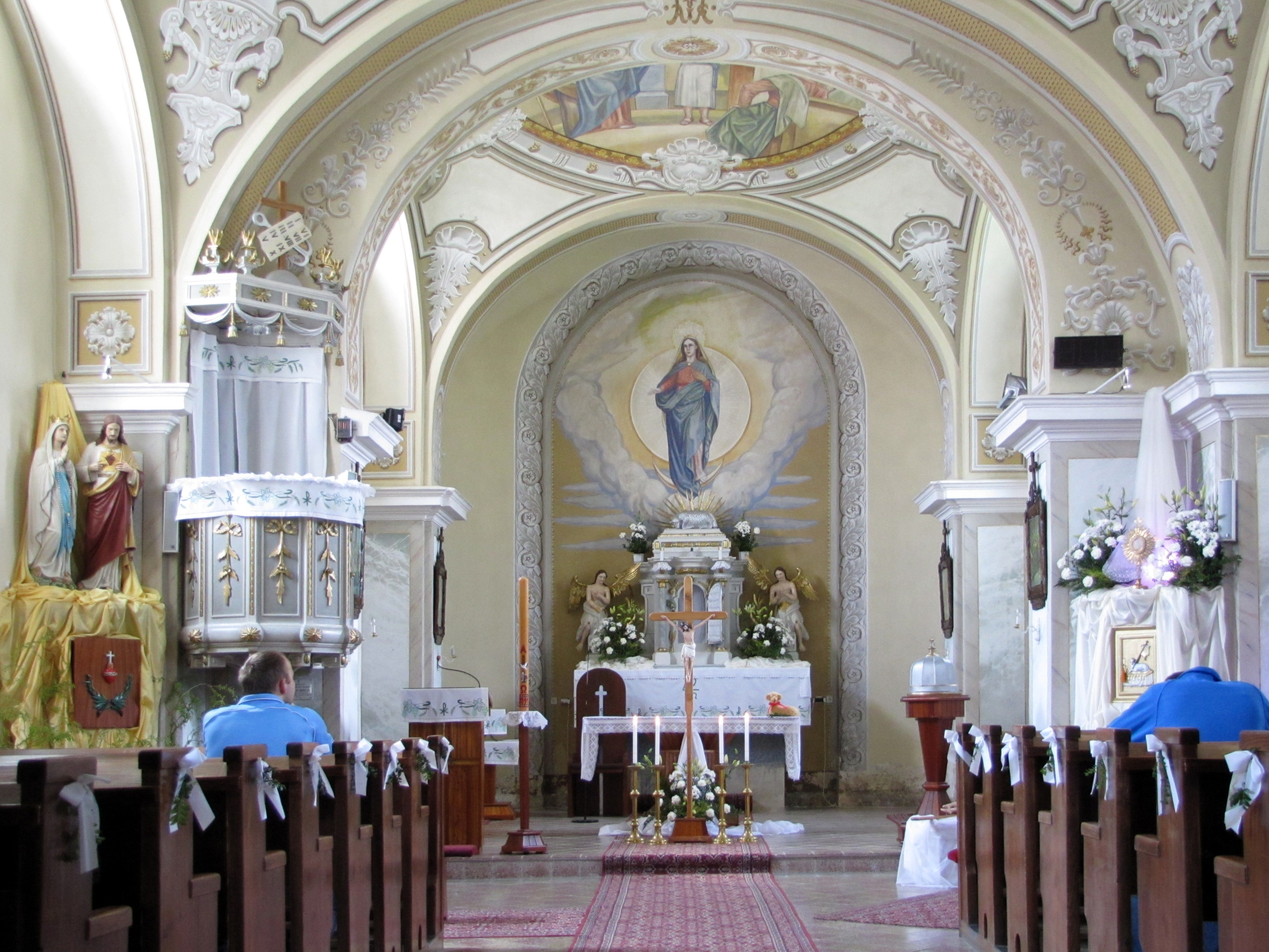
Interiér kostela
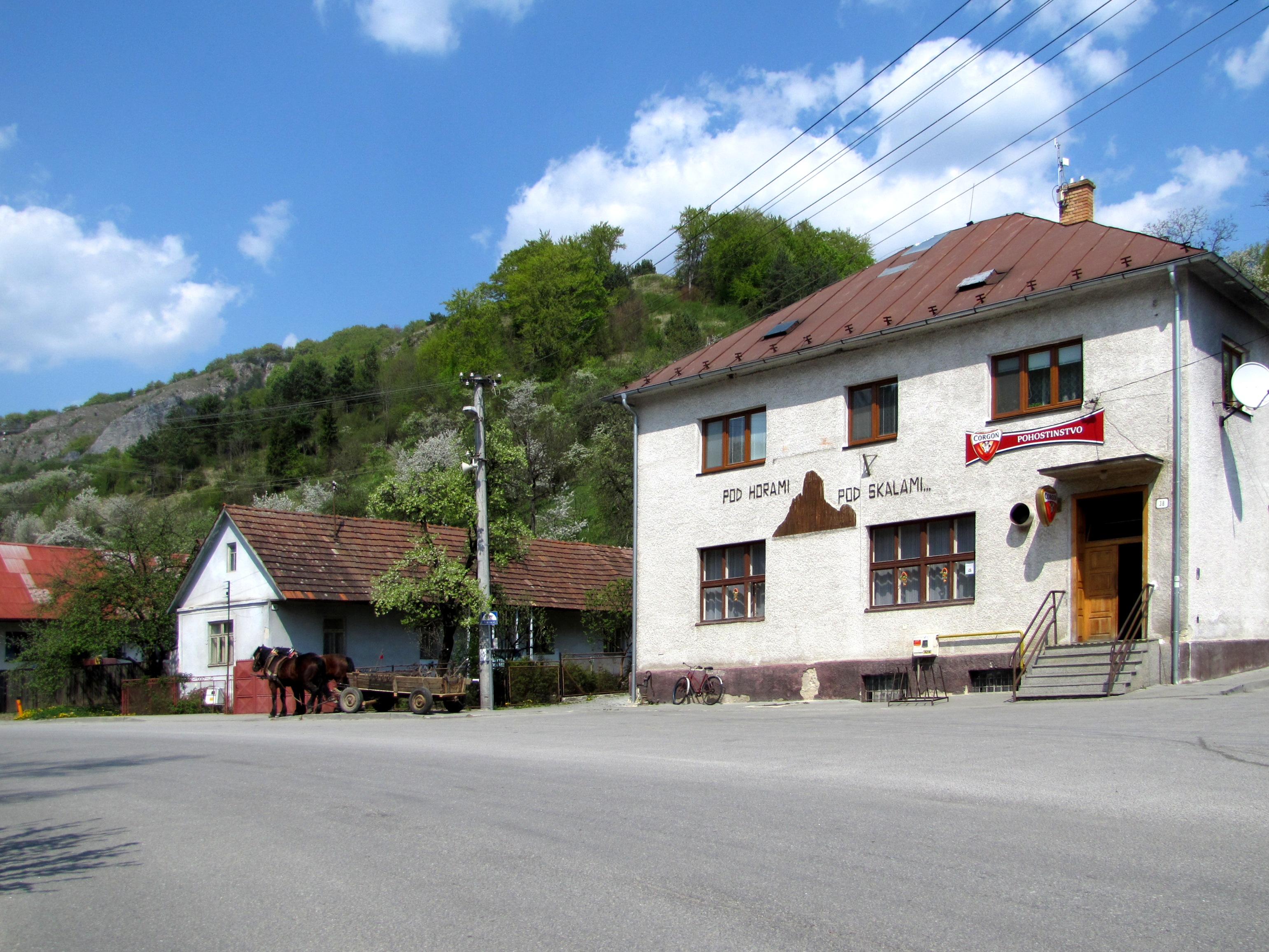
Náves
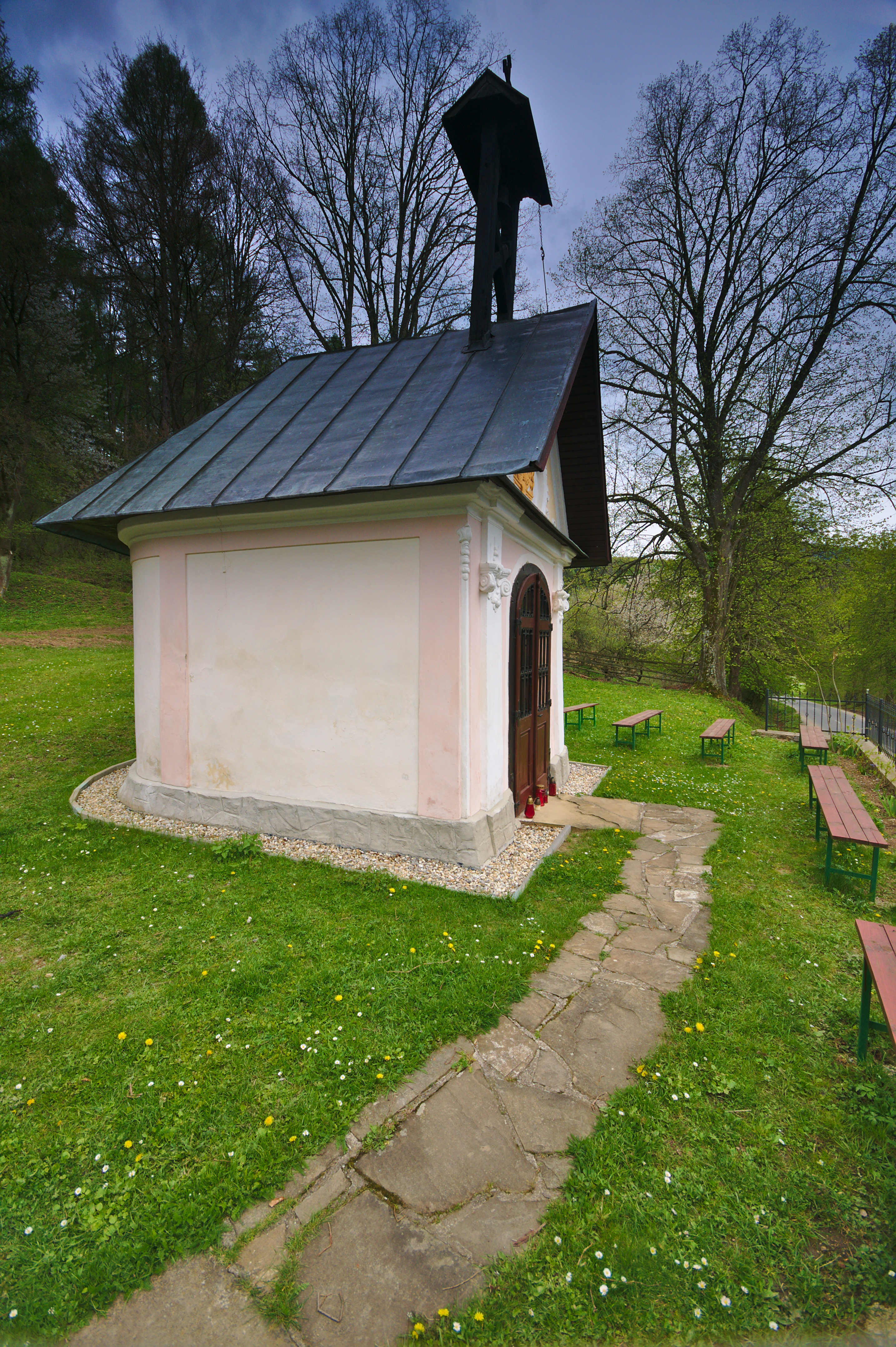
Kaple v osadě Zápechová
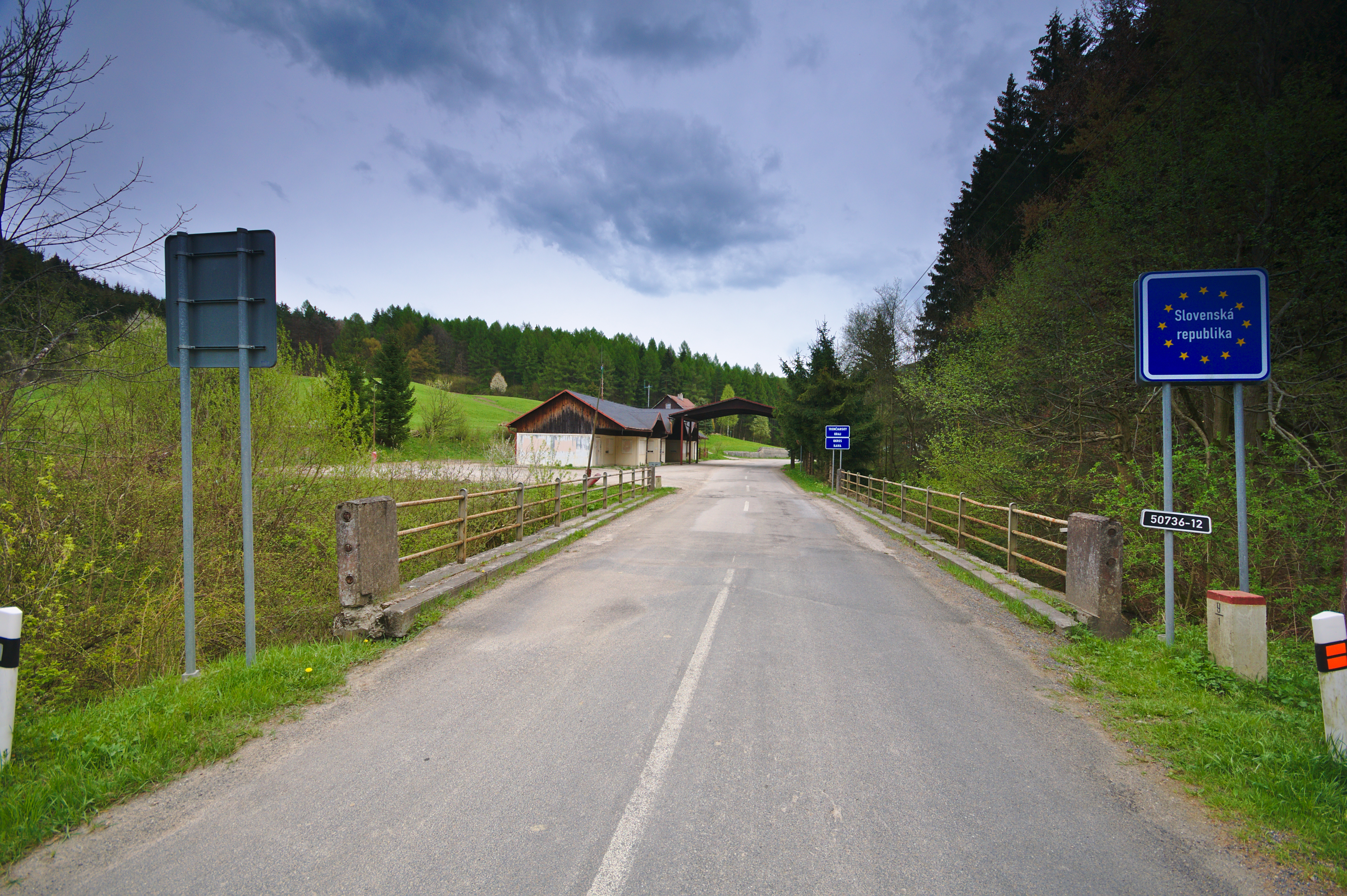
Hraniční přechod
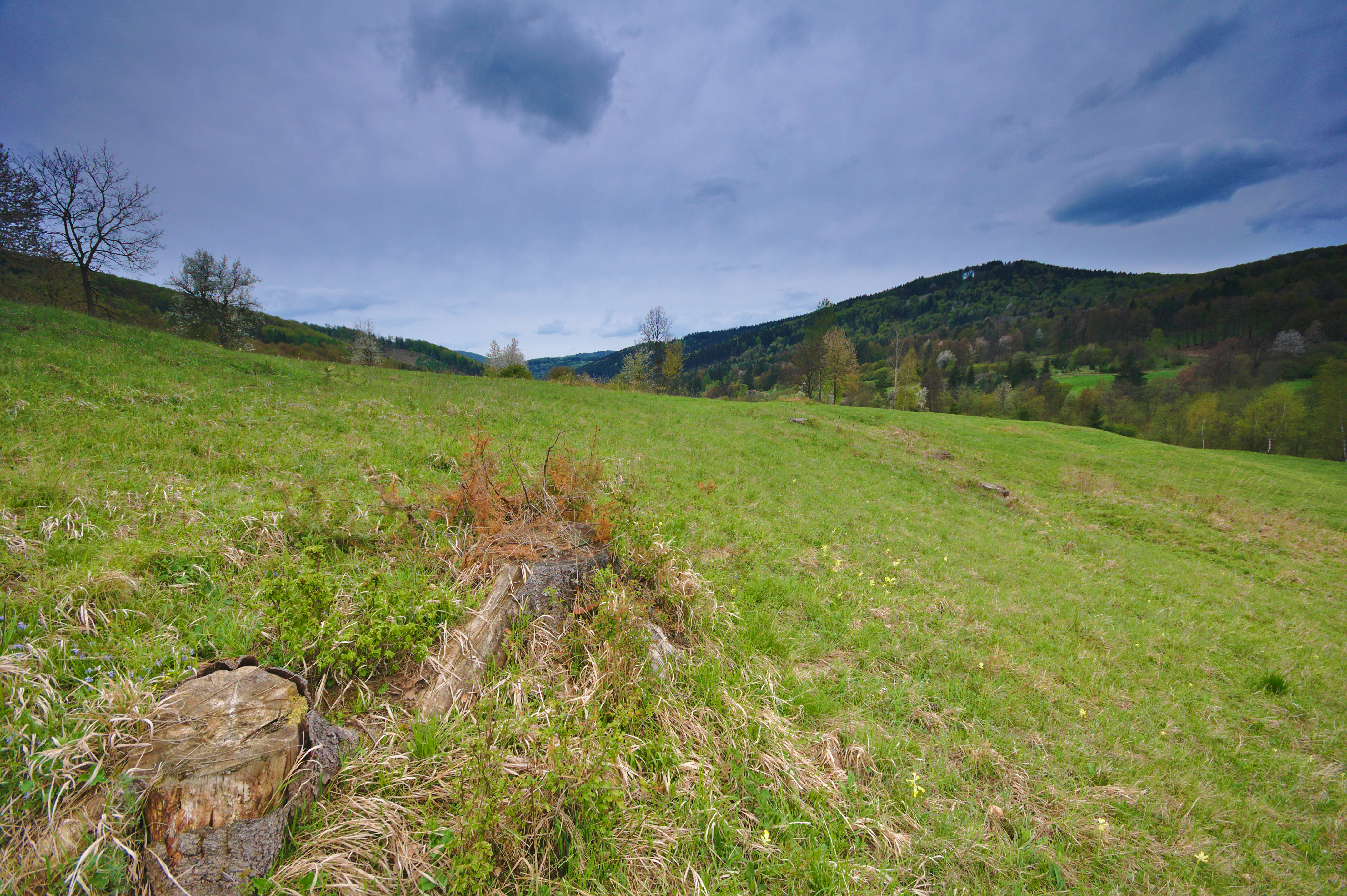
Přírodní rezervace Nebrová